# 沸泉九龙庙
沸泉九龙庙位于中国山西省运城市绛县南樊镇沸泉村。

## 保护
2021年8月4日，沸泉九龙庙公布为第六批山西省文物保护单位，古建筑类，年代为明，编号6-268。	